# Vertexicola
Vertexicola — рід грибів родини Annulatascaceae. Назва вперше опублікована 2000 року.

## Класифікація
До роду Vertexicola відносять 3 види:
- Vertexicola ascoliberatus
- Vertexicola caudatus
- Vertexicola confusa